# 自反闭包
在数学中，集合 X 上的二元关系 R 的 自反闭包 是 X 上包含 R 的最小的自反关系。
例如，若定义 X 为数的集合，并定义关系  x R y  当且仅当 x 严格小于 y，则 R 的自反闭包为关系 R' 满足“ x R' y 当且仅当 x 小于等于 y ”。

## 定义
集合 X 上的关系 R 的自反闭包 S 的定义为
{\displaystyle S=R\cup \left\{(x,x):x\in X\right\}}
换言之，R 的自反闭包是 R 与 X 上的恒等关系的并集。